# Хотінь (Калуш)
Хотінь — один з районів малоповерхової садибної забудови Калуша (до 1972 року — село міської ради). Межує: на півдні — з селом Підмихайля (через Лімницю), на сході — з районом міста Підгірки, на півночі — з районом міста Загір'я (через залізничну колію), на заході — з селом Добровляни (через Лімницю) і привокзальною частиною міста.

## Історія
Відсутність збережених писемних документів за XIV ст. не дозволяє ні стверджувати, ні заперечувати існування села Хотінь до першої письмової згадки про село 12 листопада 1436 року.
У 1648 році жителі села брали активну участь у народному повстанні, за що їх очікувала кривава розправа після відходу Хмельницького.
У 1880 році — село Калуського повіту, 1009 мешканців (з них 870 греко-католиків, 54 юдеї), місцева греко-католицька парафія, руїни стародавнього замку.
У 1881 р. село дуже потерпіло від великої повені.
У 1883 р. місцевий парох Гнат Рожанський зумів організувати переможну виборчу кампанію до Галицького сейму в Калуському виборчому окрузі для Юліяна Романчука, яка стала стартом успішної політичної кар'єри для останнього та причиною негайного отруєння пароха польськими шовіністами.
У 1893 році з Хотіня прокладений міський водогін довжиною 2,5 км.
За Польщі село належало до гміни Подміхалє.
У 1939 році в селі проживало 1990 осіб, з них 1530 українців-грекокатоликів, 170 українців-латинників, 250 поляків (напливові робітники копальні солі) і 40 євреїв).
Після анексії СРСР в 1939 році Західної України розпочата насильницька радянізація. На «виборах» 22 жовтня 1939 р. депутатом Народних Зборів Західної України від округу № 45 обраний учитель з Підмихайля Омелян Григорович Козак 1890 р.н.
В січні 1946 р. для боротьби з УПА в кожному селі був розміщений гарнізон НКВД, в Хотіні — з 12 осіб (на допомогу готові були 1300 в Калуші).
24 березня 1949 року рішенням Калуського райвиконкому № 4 в селі утворено колгосп «Перемога», куди загнали 73 селянські господарства. Потім його приєднали до колгоспу «Росія» в Голині.
Кампанія 1951 року проти неугодних священиків торкнулась і місцевого пароха Юркевича М. А., в якого комуністична влада відібрала господарські будівлі та землю.
До 1960 року село належало до Пійлівської сільради, опісля — до Калуської міськради. Рішенням облвиконкому 13.11.1964 Хотінь включений до складу Калуша у статусі робітничого селища. У зв'язку з цим 12.01.1965 рішенням міськвиконкому № 1 перейменовано вулиці Хотіня.
20 березня 1972 Калушу присвоєно статус міста обласного підпорядкування і підпорядкований міськраді Хотінь утратив статус селища.

## Сучасність
Район малоповерхової садибної забудови. Включає вулиці Андрія Коса, Баюрака, Бічна Гуцульська, Бічна Орлика, Бічна Хоткевича, Бойківська, Гайдамацька, Героїв Крут, Гірнича, Гнатюка, Головацького, Гуцульська, Довбуша, Залізнична, Залізняка, Йосипа Сліпого, Кандиби, Київська, Козацька, Корольова, Костомарова, Лімницька, Львівська, Марії Підгірянки, Олександра Олеся, Орлика, Полуботка, Рильського, Спортивна, Степанівної, Степова, Труша, Хоткевича, Шкрумеляка, Яремчука.
1989 року відновлена діяльність хотінської церкви (після використання її комуністичною владою під атеїстичний музей), повернулася в лоно УГКЦ.
У 90-х роках міськвиконкомом роздані під забудову землі на східній околиці (поблизу водозабору водогону) і західній (у тому числі й відселеним через просідання ґрунту над шахтними виробітками в центрі Хотіня). На західній околиці зведена фабрика меблів Миро-Марк [Архівовано 10 грудня 2015 у Wayback Machine.]. Традиційним заняттям багатьох жителів Хотіня є виробництво бетонних криничних кілець.

## Соціальна сфера
- Церква святого Миколи УГКЦ (1888 року побудови)[11] і цвинтар.
- Школа І-ІІ ст. № 9[12][13] (на стіні встановлений барельєф захиснику луганського аеропорту Павлу Ліщинському)[14].
- Клуб житлового масиву Хотінь.[15][16]
- Традиційно є окремим виборчим округом та виборчою дільницею[17], окремою лікарською дільницею міської поліклініки.
- Транспорт: автобусний маршрут № 2 (Хотінь — Карпатська кераміка) [Архівовано 22 грудня 2015 у Wayback Machine.].

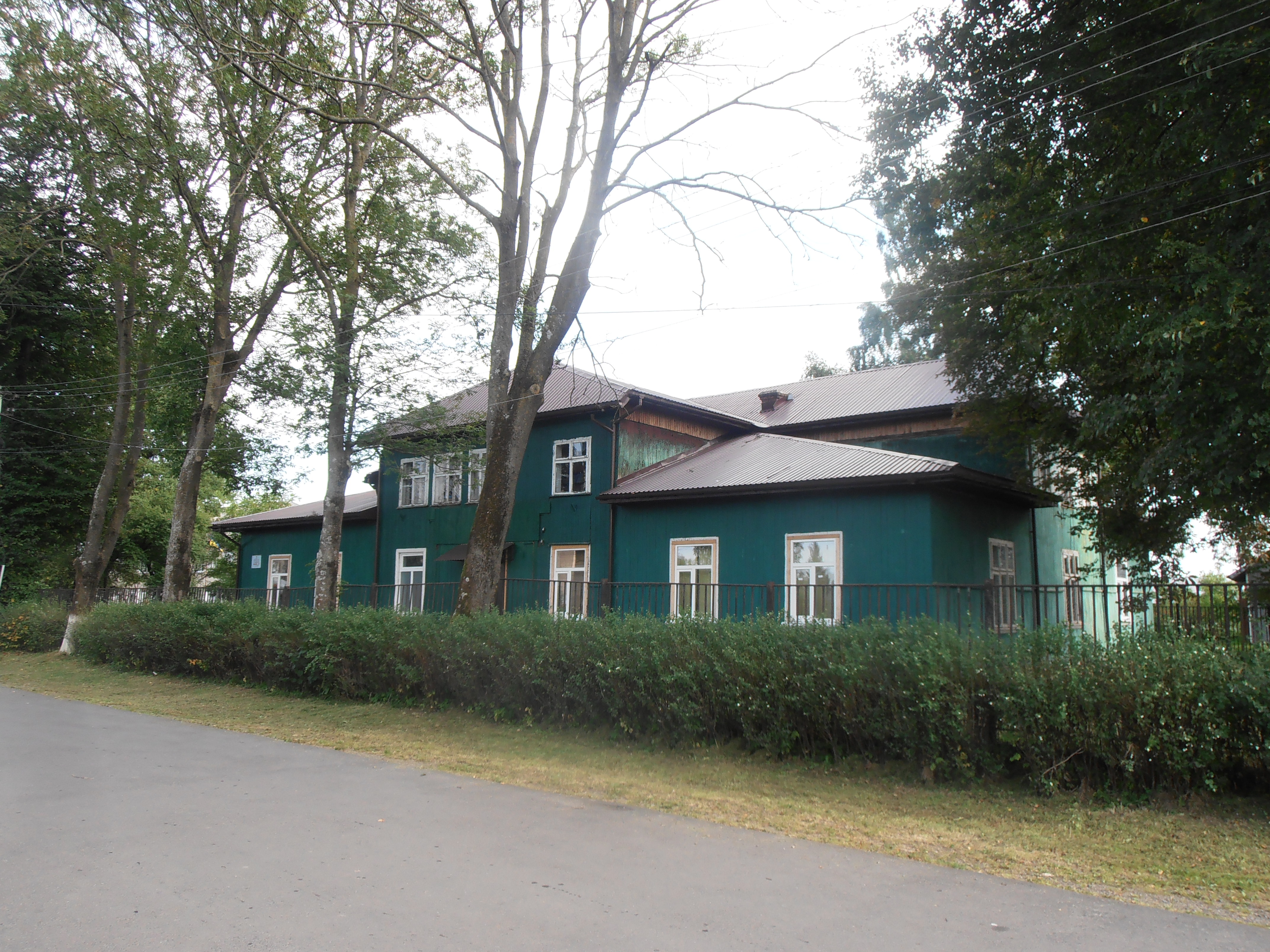
Старий корпус школи
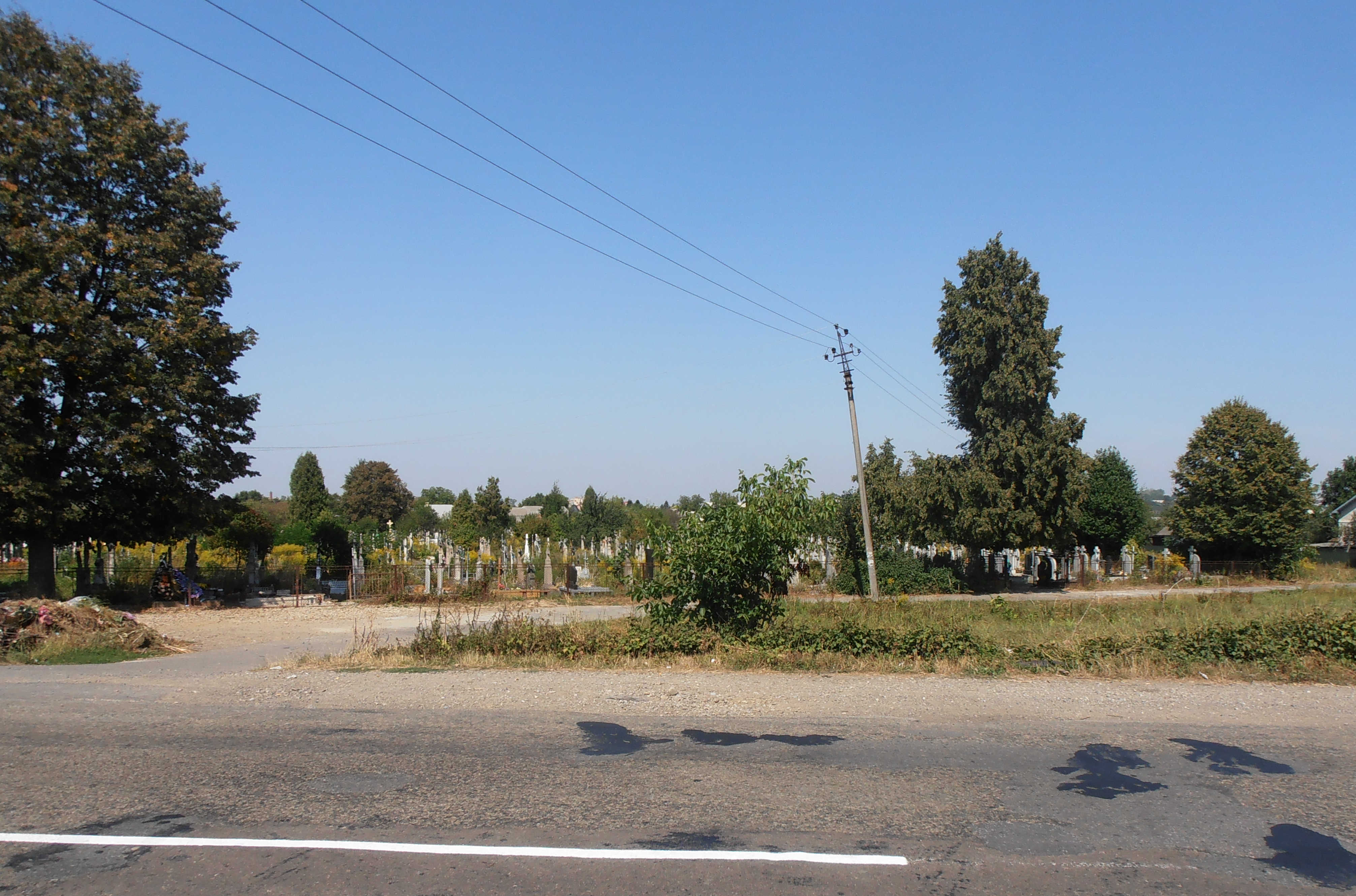
Старий цвинтар
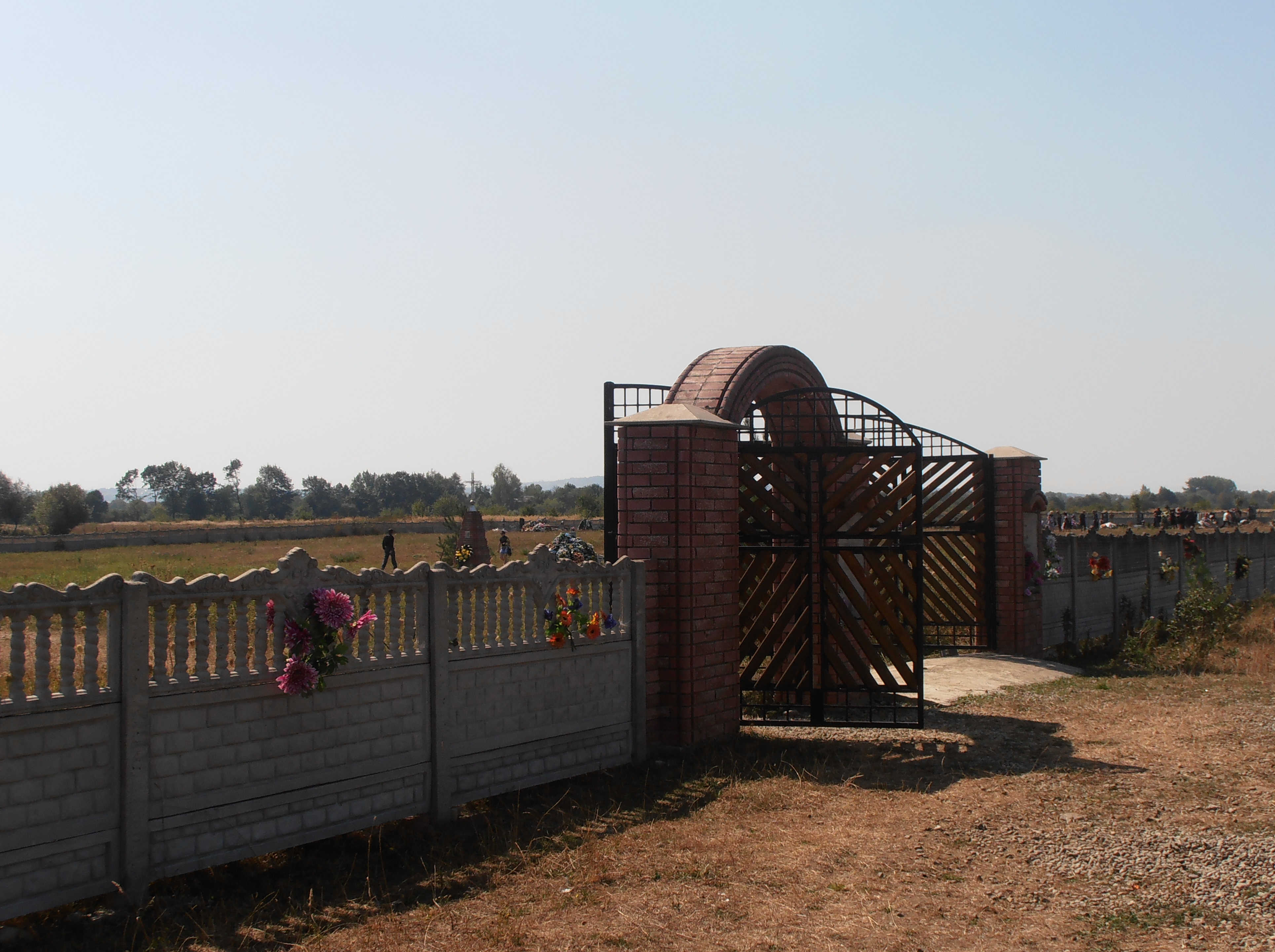
Новий цвинтар
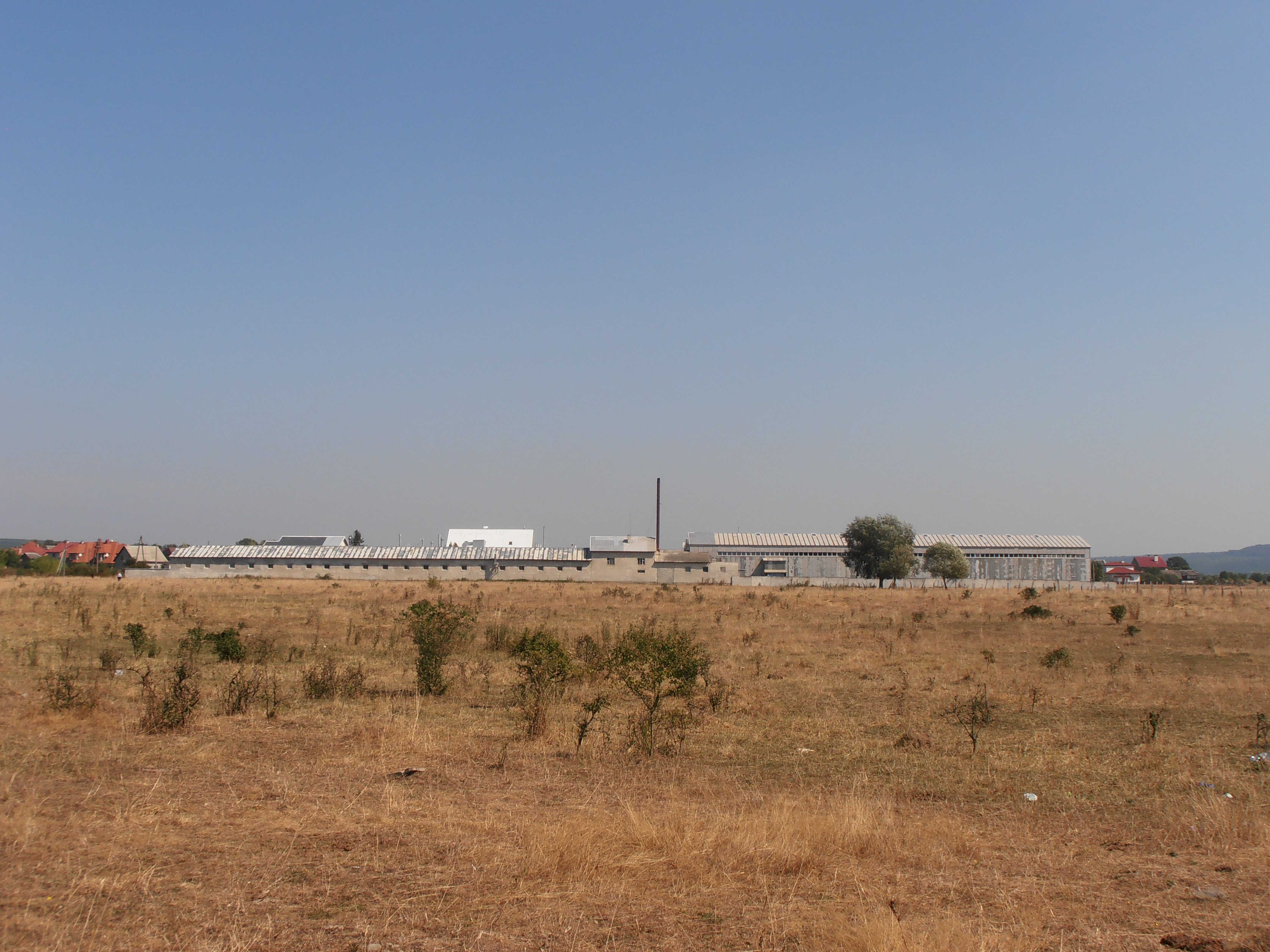
Меблева фабрика Миро-Марк

## Відомі люди
- Олег Псюк — український репер, засновник і фронтмен гурту «Kalush».